# Jerzy Gosiewski
Jerzy Antoni Gosiewski (ur. 20 listopada 1952 w Makowie Mazowieckim) – polski polityk, leśnik, poseł na Sejm V, VI i VIII kadencji.

## Życiorys
W 1975 ukończył studia na Wydziale Leśnym Szkoły Głównej Gospodarstwa Wiejskiego. Następnie przez 30 lat pracował w Lasach Państwowych, kolejno jako: stażysta, kierownik budowy, leśniczy, kierownik transportu, nadleśniczy terenowy, zastępca nadleśniczego Nadleśnictwa Mrągowo.
Od 1980 działał w NSZZ „Solidarność”. Do 1981 pełnił m.in. funkcję zastępcy przewodniczącego międzyzakładowej komisji koordynacyjnej tego związku przy Rejonowej Dyrekcji Lasów Państwowych w Olsztynie. W latach 1990–1994 był radnym Mrągowa, przewodniczył komisjom przetargowej oraz edukacji, nauki, sportu, turystyki, ochrony zdrowia i opieki społecznej. W 1996 wstąpił do Ruchu Odbudowy Polski. Z partii tej odszedł w 2001, gdy wstąpił do Prawa i Sprawiedliwości. W wyborach samorządowych w 1998 bezskutecznie ubiegał się o mandat radnego sejmiku warmińsko-mazurskiego z listy Akcji Wyborczej Solidarność. W wyborach parlamentarnych w tym samym roku bez powodzenia kandydował do Sejmu z listy tej partii. Od 2002 do 2005 zasiadał w sejmiku województwa, w którym kierował komisją samorządu terytorialnego i bezpieczeństwa publicznego.
W wyborach parlamentarnych w 2005 z listy Prawa i Sprawiedliwości został wybrany na posła V kadencji w okręgu olsztyńskim. W wyborach w 2007 po raz drugi uzyskał mandat poselski, otrzymując 9244 głosy. W 2009 był kandydatem PiS w wyborach do Parlamentu Europejskiego w okręgu wyborczym Olsztyn. Nie kandydował w wyborach do Sejmu w 2011. W 2014 bez powodzenia ubiegał się o mandat radnego województwa. W 2015 ponownie został kandydatem PiS do niższej izby krajowego parlamentu. Uzyskał mandat poselski z wynikiem 5092 głosów. W wyborach w 2019 nie został ponownie wybrany do Sejmu. W 2024 uzyskał natomiast mandat radnego powiatu mrągowskiego.

## Życie prywatne
Żonaty, ma czworo dzieci. Jest wielokrotnym mistrzem Polski leśników w brydżu sportowym (w latach 1994–2000). Członek Polskiego Związku Łowieckiego. Został odznaczony m.in. Brązowym Medalem Zasługi Łowieckiej oraz Medalem za Zasługi dla Ludowych Zespołów Sportowych.